# Lampada a incandescenza

Schema di una lampada a incandescenza:
1) Bulbo di vetro
2) Gas inerte o vuoto
3) Filamento di tungsteno
4) Filo di andata
5) Filo di ritorno
6) Supporto del filamento
7) Supporto della lampada
8) Contatto con la base
9) Base a vite
10) Isolante
11) Contatto sulla base

La lampada a incandescenza è una sorgente luminosa artificiale il cui funzionamento si basa sul fenomeno dell'incandescenza, l'irraggiamento di fotoni generato dal surriscaldamento di un elemento metallico.
Le lampadine a incandescenza sono molto semplici dal punto di vista costruttivo ma molto poco efficienti dal punto di vista energetico, in quanto convertono meno del 5% dell'energia che usano in luce visibile (le lampadine standard in media convertono il 2,2%). L'energia rimanente viene convertita in calore.  
L'efficienza luminosa di una tipica lampadina a incandescenza per il funzionamento a 120 V è di 16 lumen per watt, rispetto a 60 lumen / W per una lampadina fluorescente compatta o 150 lumen / W per alcune lampade a LED bianche. 
A partire dal 2009 le lampadine a incandescenza sono state avviate verso una graduale sostituzione, fino alla totale messa al bando, in favore delle più moderne lampadine LED o fluorescenti.

## Storia
Nel 1860 Joseph Wilson Swan costruì una lampadina che perfezionò fino al 1878, quando divenne partner di Thomas Edison. Il 31 dicembre 1879, Edison inaugurò in Menlo Park l'illuminazione a incandescenza. Poco prima della sua morte, Heinrich Göbel riuscì a far valere i propri diritti d'inventore, che furono poi acquistati da Edison dalla vedova di Göbel impoverita.
Anche Nikola Tesla, nel 1878, riuscì a costruire un modello di lampada durevole.
La lampadina era costituita da un bulbo di vetro vuoto, al cui interno era contenuto un filo di cotone carbonizzato attraversato da corrente elettrica. 
Molti inventori stavano lavorando all'idea, tra cui il piemontese Alessandro Cruto, di Piossasco, che riuscì, nel 1880, a superare brillantemente uno dei principali problemi dei primi modelli, la rapida distruzione del filamento.
Anche Arturo Malignani registrò diversi brevetti, tra cui il sistema per creare il vuoto nel bulbo della lampada e la produzione in serie di lampadine, veloce e meno nociva per i lavoratori; il suo metodo per produrre il vuoto nelle lampadine a incandescenza è tutt'oggi impiegato sia in tutte le lampade a vuoto sia in tutte quelle a gas rarefatti.
In origine il filamento delle lampadine ad incandescenza veniva realizzato in carbonio; nel 1906 lo statunitense William David Coolidge introdusse il filamento di tungsteno, rimasto in uso fino all'interruzione della vendita di lampadine a incandescenza, avvenuta più di un secolo dopo. L'uso di conduttori metallici con bassa resistenza elettrica a temperatura ambiente sfrutta l'effetto Joule per ottenere uno spettro di radiazione, approssimabile a uno spettro di corpo nero, abbastanza ricco di componenti visibili.

## Tecnica

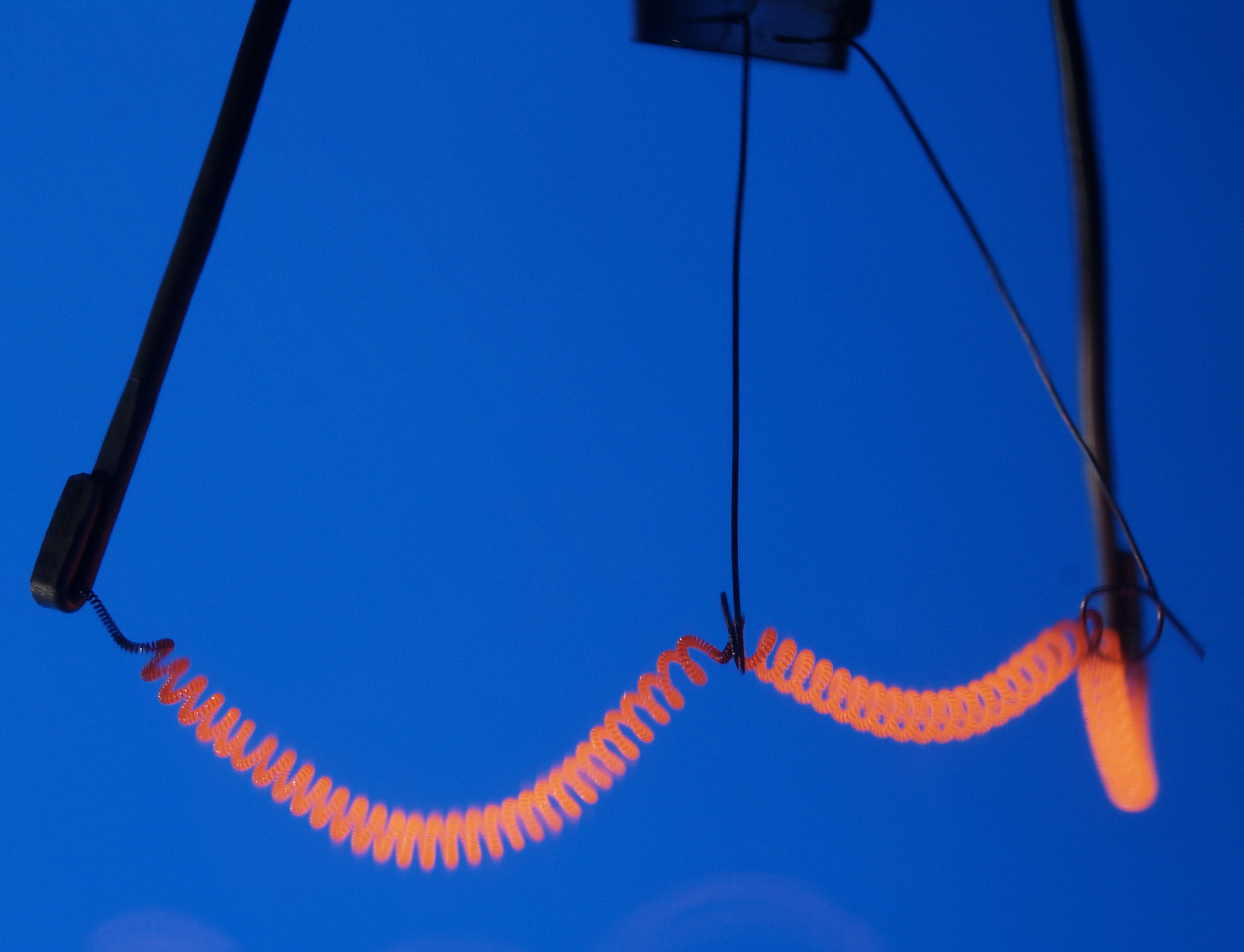
Filamento di una lampada a incandescenza attraversato da una corrente ridotta

Nella lampada a incandescenza, la luce viene prodotta da un filamento di tungsteno che raggiunge la temperatura di circa 2700 K per effetto della corrente elettrica che lo attraversa.
Si sfrutta l'effetto Joule per ottenere un forte riscaldamento del filamento, fino a portarlo a temperature tali che lo spettro di corpo nero corrispondente contenga componenti visibili sufficienti per illuminare in maniera diffusa; questo riscaldamento causa un aumento della resistenza elettrica e quindi una diminuzione della corrente che scorre.                         Si giunge quindi ad una temperatura d'equilibrio in cui l'energia dissipata per effetto Joule non incrementa la temperatura del filamento, ma si disperde per irraggiamento, ovvero in luce (visibile o meno).                                                                                     
Nelle lampadine moderne il bulbo di vetro non è vuoto, ma contiene un gas nobile a bassa pressione, di solito argon, a volte kripton. Questi gas consentono una resa superiore del 10% circa a parità di potenza, riducono i rischi di implosione, prolungano la vita del filamento e riducono l'annerimento del bulbo dovuto al deposito del tungsteno che sublima.
Al momento dell'accensione della lampada, poiché il filamento è freddo e la sua resistenza è bassa, si determina un picco di assorbimento della durata di pochi decimi di secondo e del valore di 10-12 volte la corrente a regime. Dal punto di vista elettrico la lampadina si comporta come un resistore non lineare, il cui valore dipende dalla corrente che vi transita.
Un esempio della variazione di resistenza del filamento, a freddo e a regime, per alcuni tipi comuni di lampadine a incandescenza per uso domestico (230V), è il seguente:
| potenza | res. a freddo | res. a regime |
| ------- | ------------- | ------------- |
| 15 W    | ~ 350-400 Ω   | ~ 3525 Ω      |
| 25 W    | ~ 145-160 Ω   | ~ 2115 Ω      |
| 40 W    | ~ 95-100 Ω    | ~ 1320 Ω      |
| 60 W    | ~ 65-70 Ω     | ~ 880 Ω       |
| 100 W   | ~ 35-40 Ω     | ~ 530 Ω       |

Un particolare tipo di lampada a incandescenza è la lampada alogena.
Circa il 5% dell'energia elettrica viene convertita in luce, il restante 95% si disperde come calore.

### Durata
Durante il funzionamento il tungsteno sublima, motivo per cui il filamento diventa sempre più sottile, fino a spezzarsi generalmente dopo circa 1000 ore di funzionamento. 

#### Casi particolari
Esistono rari casi in cui una lampadina a incandescenza funziona per molto più di 1000 ore, ciò può essere dovuto a condizioni particolari come il filamento più spesso, la regolarità di funzionamento che evita i picchi all'accensione e l'assenza di vibrazioni che potrebbero danneggiare il filamento. Il caso più noto è una lampadina situata in una caserma dei vigili del fuoco a Livermore (California) funzionante dal 1901, che detiene il primato di sorgente luminosa più longeva di sempre del mondo.
Proprio a causa della sublimazione del tungsteno e al principio di funzionamento della lampadina, a una durata superiore corrisponde sempre un'efficienza inferiore: se il filamento è più caldo la radiazione si sposta verso il blu, mentre se il filamento è più freddo, la radiazione si sposta verso l'infrarosso, inutile ai fini visivi.

## In Europa
L'Unione Europea ha sancito la graduale messa al bando della produzione di lampadine a incandescenza con la seguente tabella di marcia:
- dal settembre 2009 è vietata la produzione di lampadine a incandescenza di potenza uguale o maggiore a 100 W e di tutte quelle a bulbo smerigliato, satinato o opalino;
- dal settembre 2010 di quelle da 75 W o di più;
- dal settembre 2011 di quelle da 60 W o di più;
- dal settembre 2012 di qualsiasi potenza.

Fanno eccezione le lampadine a incandescenza per usi specifici, ad esempio negli elettrodomestici.
Le lampadine a incandescenza presso i rivenditori e i magazzini potranno essere comunque vendute fino a esaurimento scorte.